# Chuyến bay 2933 của LaMia
Chuyến bay 2933 của hãng hàng không LaMia (Bolivia) bị rơi trong khi đang chở đội bóng đá Brasil thuộc câu lạc bộ Chapecoense từ Santa Cruz de la Sierra, Bolivia, đến sân bay quốc tế Córdova María José ở Medellín, Colombia, vào 28 tháng 11 năm 2016. Chuyến bay chở tổng cộng 77 người, bao gồm: 68 khách (trong đó có các cầu thủ và 21 nhà báo) và 9 người thuộc tổ bay, khi đội bóng Brasil này đang trên đường đến Colombia để tham dự trận chung kết cúp Copa Sudamericana 2016 với đội Atlético Nacional của Colombia.

## Máy bay
Chuyến bay thực hiện bởi máy bay Avro RJ-85, số đăng ký CP-2933, số hiệu E.2348. Chiếc máy bay đã bay lần đầu tiên vào ngày 26 tháng 3 năm 1999. Trước đó, chiếc máy bay này được LaMia mua lại từ hãng hàng không Air France.

## Tai nạn

Vị trí của khu tự quản La Unión trong tỉnh Antioquia

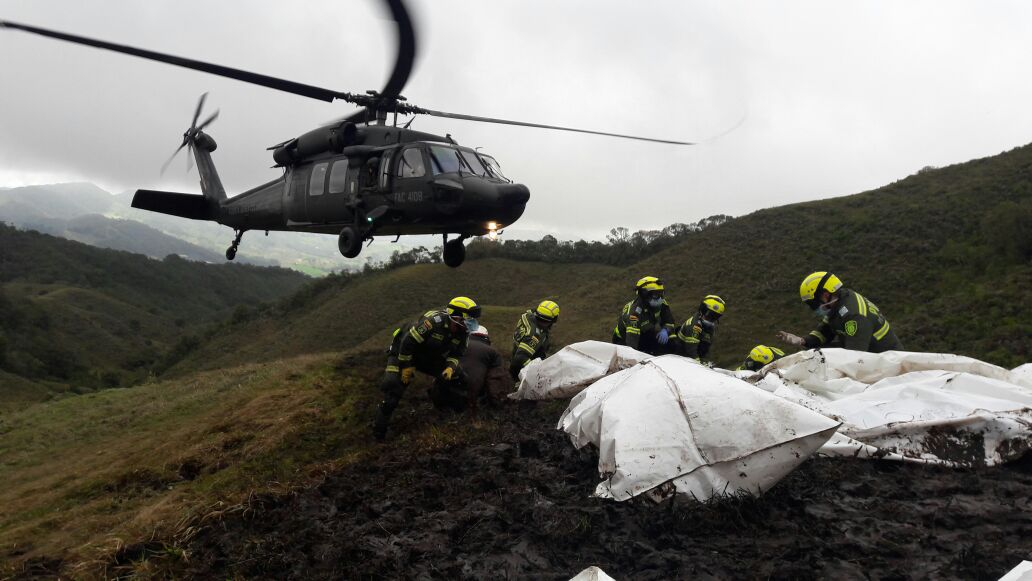
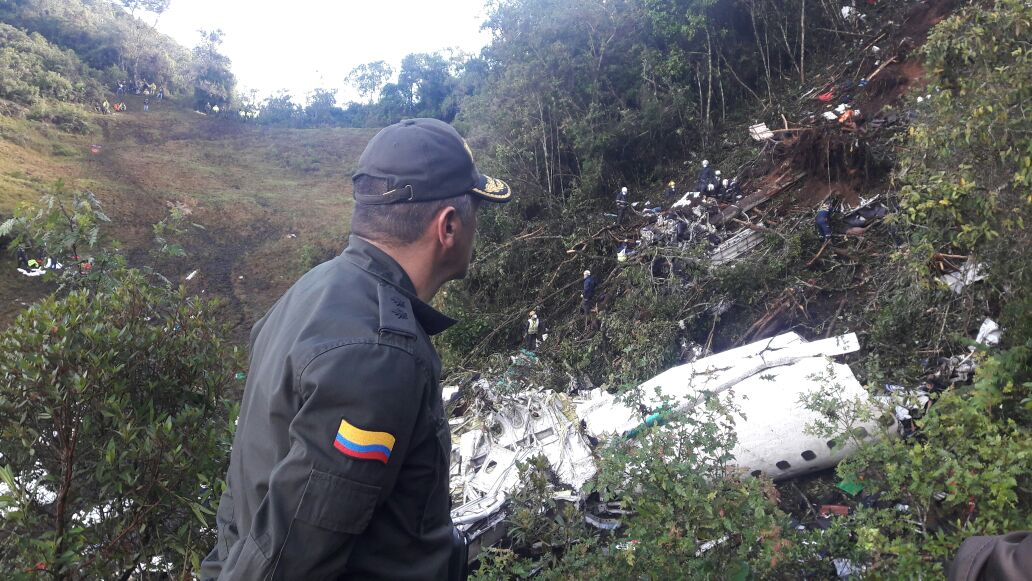
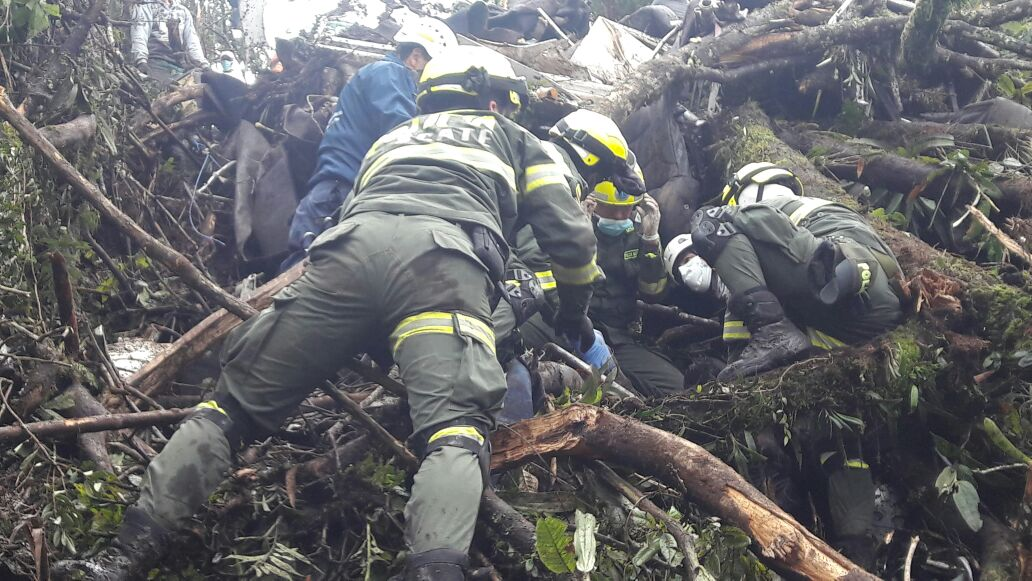

Chiếc máy bay trên một chuyến bay từ thành phố Bolivia Santa Cruz de la Sierra đến Medellín ở Colombia, chở 68 hành khách và 9 nhân viên phi hành đoàn. Trong số các hành khách là thành viên của Câu lạc bộ bóng đá Brazil Chapecoense đang trên đường đến sân chơi trận chung kết Copa Sudamericana 2016 ở Medellín. Cơ quan Hàng không dân dụng quốc gia của Brazil (ANAC) đã từ chối yêu cầu của Chapecoense thuê máy bay trực tiếp từ São Paulo đến Medellín, dẫn đến điểm dừng khác thường và chuyển sang máy bay khác tại Santa Cruz. Ở những phút cuối cùng, có bốn hành khách đáng lẽ đã đi chuyến bay này đã quyết định không lên máy bay.
ANAC đã yêu cầu đơn vị vận hành chuyên bay thuê chuyến là Brazil hay Colombia cấp quyền cho một chuyến bay trực tiếp, nhưng câu lạc bộ chọn LaMia, là đơn vị đã chở các câu lạc bộ bóng đá khác, bao gồm các đội chơi trong các giải đấu CONMEBOL và đội tuyển quốc gia Argentina đã bay trên một chuyến bay chỉ 18 ngày trước đó.
Khoảng cách giữa hai sân bay là 1.605 hải lý (2.972 km), hơi vượt quá phạm vi quy định của Avro RJ85, đó là 1.600 hải lý (2.963 km). Vào lúc 22:00 giờ địa phương vào ngày 28 tháng 11 (03:00 UTC, 29 tháng 11), phi hành đoàn đã tuyên bố tình trạng khẩn cấp điện trong khi đang bay trong không phận Colombia giữa các đô thị của La Ceja và La Unión. Chiếc máy bay sau đó đã bị rơi tại Cerro Gordo, nằm ở La Unión, ở độ cao 10.820 ft (3.300 m).
Máy bay trực thăng từ Không quân Colombia đã bước đầu không thể đến được địa điểm vì sương mù dày đặc trong khu vực, trong khi nhân viên cứu trợ đầu tiên đến hai giờ sau khi vụ tai nạn để tìm mảnh vỡ nằm rải rác trên một diện tích khoảng 100 mét (330 ft) đường kính. Mãi cho đến 02:00 sáng ngày 29 tháng 11 rằng những người sống sót đầu tiên đến bệnh viện La Ceja:. Alan Ruschel, một trong những thành viên của nhóm Chapecoense Ban đầu bảy người sống sót, mặc dù người ta sau đó đã chết trong bệnh viện. Người sống sót cuối cùng được tìm thấy là cầu thủ bóng đá Neto, người đã phát hiện ra lúc 05:40. 71 người đã thiệt mạng.

## Người tử nạn

### Cầu thủ Chapecoense
- Ailton Cesar Junior Alves da Silva (Canela), 22[16]
- Dener Assunção Braz (Dener), 25[16]
- Marcelo Augusto Mathias da Silva (Marcelo), 25[16]
- Matheus Bitencourt da Silva (Matheus Biteco), 21[16]
- Mateus Lucena dos Santos (Caramelo), 22[16]
- Guilherme Gimenez de Souza (Gimenez), 21[16]
- Lucas Gomes da Silva (Lucas Gomes), 26[16]
- Everton Kempes dos Santos Gonçalves (Kempes), 34[16]
- Arthur Brasiliano Maia (Arthur Maia), 24[16]
- Ananias Eloi Castro Monteiro (Ananias), 27[16]
- Marcos Danilo Padilha (Danilo), 31[16]
- Filipe José Machado (Filipe Machado), 32[16]
- Sérgio Manoel Barbosa Santos (Sérgio Manoel), 27[16]
- José Gildeixon Clemente de Paiva (Gil), 29[16]
- Bruno Rangel Domingues (Bruno Rangel), 34[16]
- Cléber Santana Loureiro (Cléber Santana), 35[17]
- Josimar Rosado da Silva Tavares (Josimar), 30[16]
- Willian Thiego de Jesus (Thiego), 30[16]
- Tiago da Rocha Vieira Alves (Tiaguinho), 22[16]

### Nhân viên Chapecoense
- Luiz Carlos Saroli (Caio Júnior), coach, 51[17][18]

### Báo chí
- Mário Sérgio Pontes de Paiva, Fox Sports commentator, former national team player and manager, 66[19]
- Paulo Julio Clement [pt], Fox Sports, 51[20]
- Victorino Chermont, Fox Sports, 43
- Deva Pascovicci [pt], Fox Sports, 51[21]

### Khách
- Delfim de Pádua Peixoto Filho, Brazilian Football Confederation former vice-president